# IC 3140
IC 3140 је ознака објекта на координатама са ректансцензијом 12h 18m 57,6s и деклинацијом + 27° 7" 48'. Открио га је Макс Волф, 23. марта 1903. Каснијим посматрањима на том положају није уочен никакав астрономски објекат.